# جزیره قوم
جزیره قوم (به ترکی آذربایجانی: Qum adası) یا زیره کوچک (به ترکی آذربایجانی: Kiçik Zirə) یا پسچانی (جزیره شنی) (به روسی: о́стров Песча́ный) یک جزیره در خلیج باکو و در دریای خزر است.

## جغرافیا
این جزیره ۳٫۲۱ کیلومتر (۱٫۹۹ مایل) درازا و ۰٫۲۷ کیلومتر (۰٫۱۷ مایل) پهنا دارد. این جزیره بخشی از مجمع‌الجزایر باکو است که در جنوب شهر باکو، پایتخت جمهوری آذربایجان جای دارد.